# Francesc Orteu
Francesc Orteu (Lleida, 1963) és un filòsof, escriptor i guionista català. Com a guionista ha col·laborat en programes com Pasta Gansa, Les Tres Bessones, Persones humanes o El Capità enciam. Ha publicat diversos llibres, incloent Doctor Soler: conflictes avançats de la parella (Quaderns Crema, 1997) i Petita Enciclopèdia Catalana (Quaderns Crema, 1998). Col·labora o ha col·laborat amb mitjans com l'Avui, el Diari Ara, Catalunya Ràdio i RAC1.
És membre del consell d'administració de betevé

## Publicacions
- Doctor Soler: conflictes avançats de la parella (Quaderns Crema, 1997)
- Petita Enciclopèdia Catalana (Quaderns Crema, 1998)
- Per què no llegeixo? (Ara llibres, 2003)[6]
- Economia corporal (A contravent, 2009)[7]
- Pensa, manifest inquietant a favor de la ignorància (Catedral, 2017)[8]